# Große Knorpelmöhre
Die Große Knorpelmöhre (Ammi majus) ist eine Pflanzenart aus der Gattung Knorpelmöhren (Ammi) innerhalb der Familie der Doldenblütler (Apiaceae). 

## Beschreibung

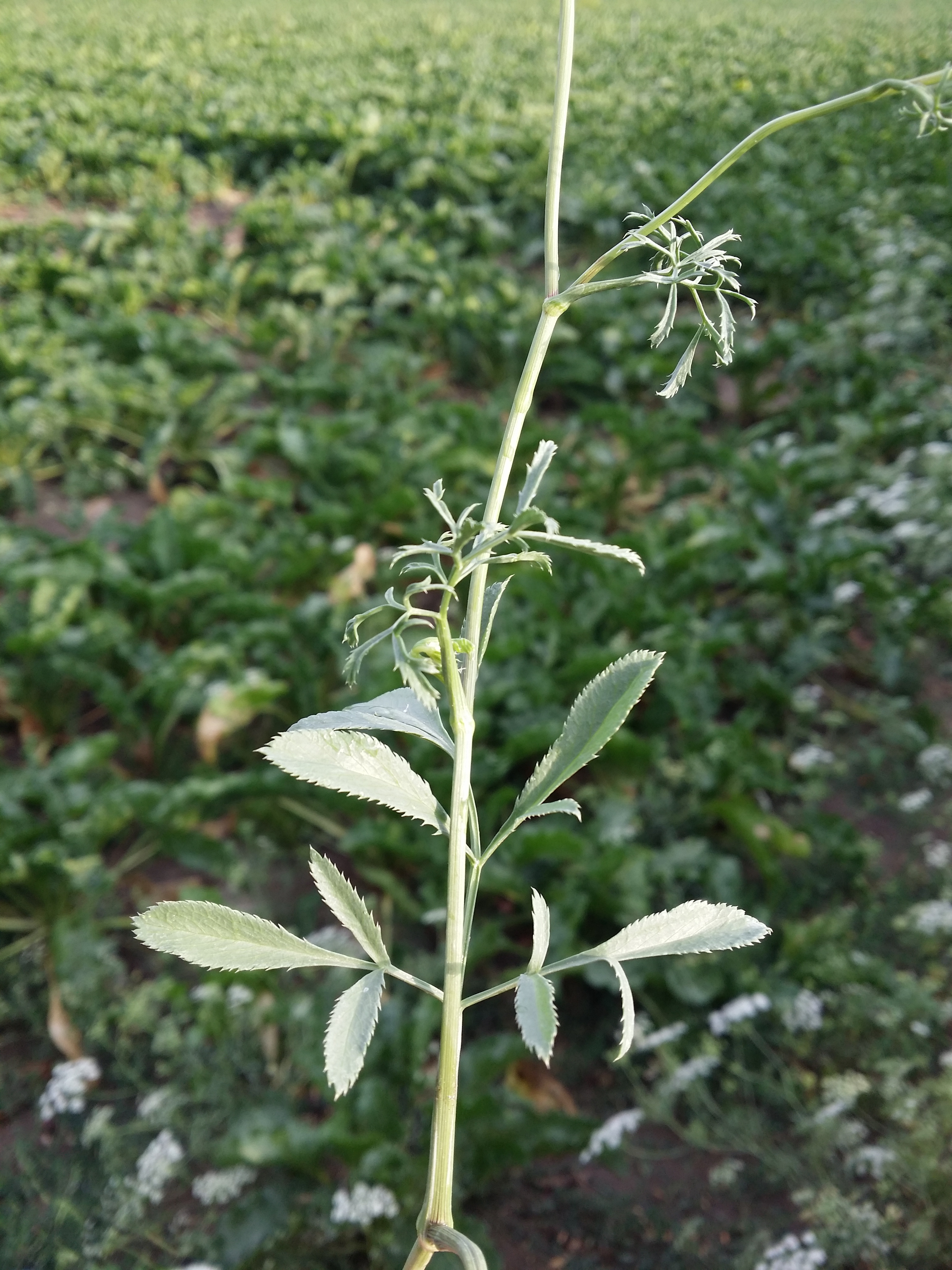
Stängel und Blatt

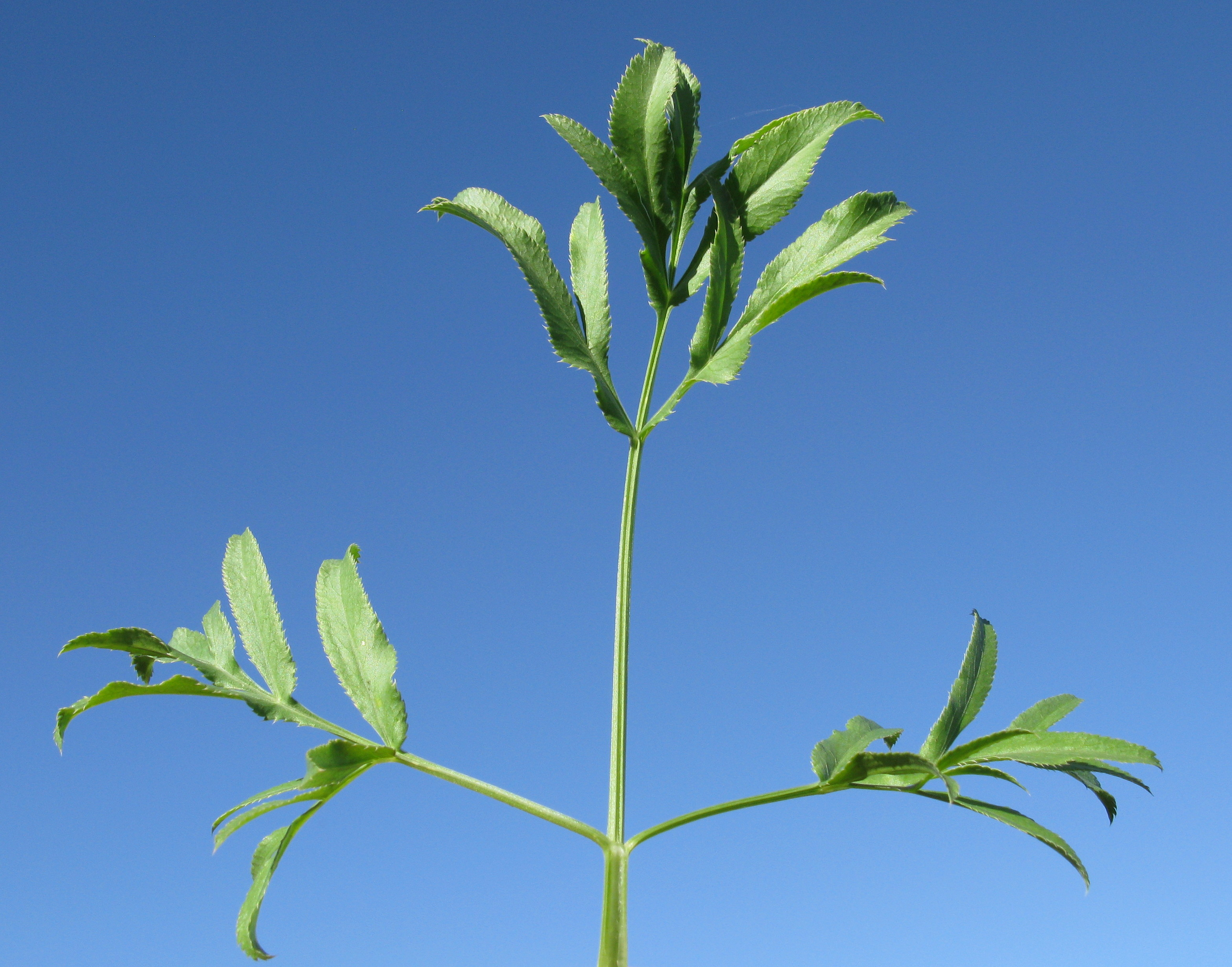
Laubblatt

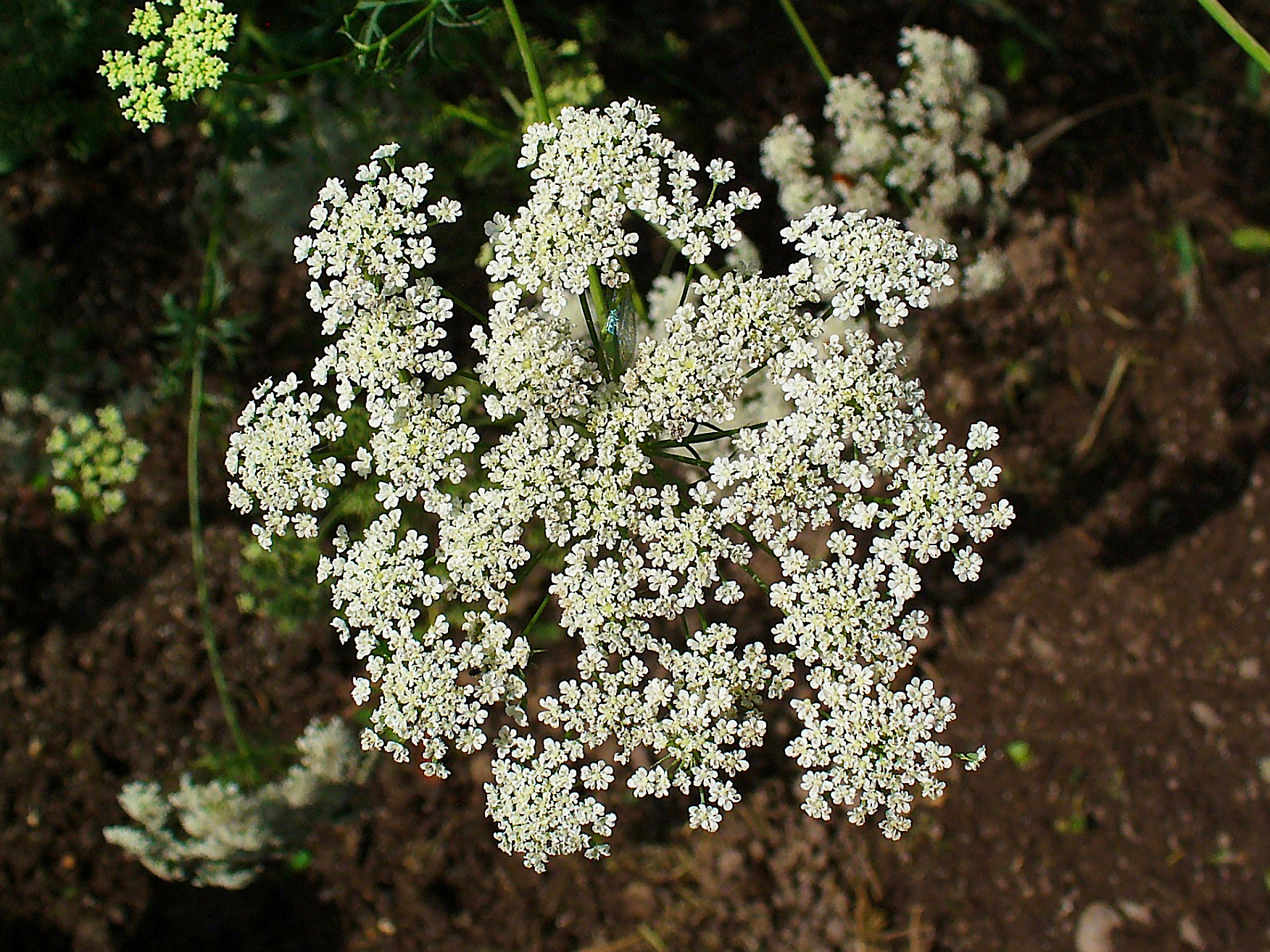
Doppeldoldiger Blütenstand

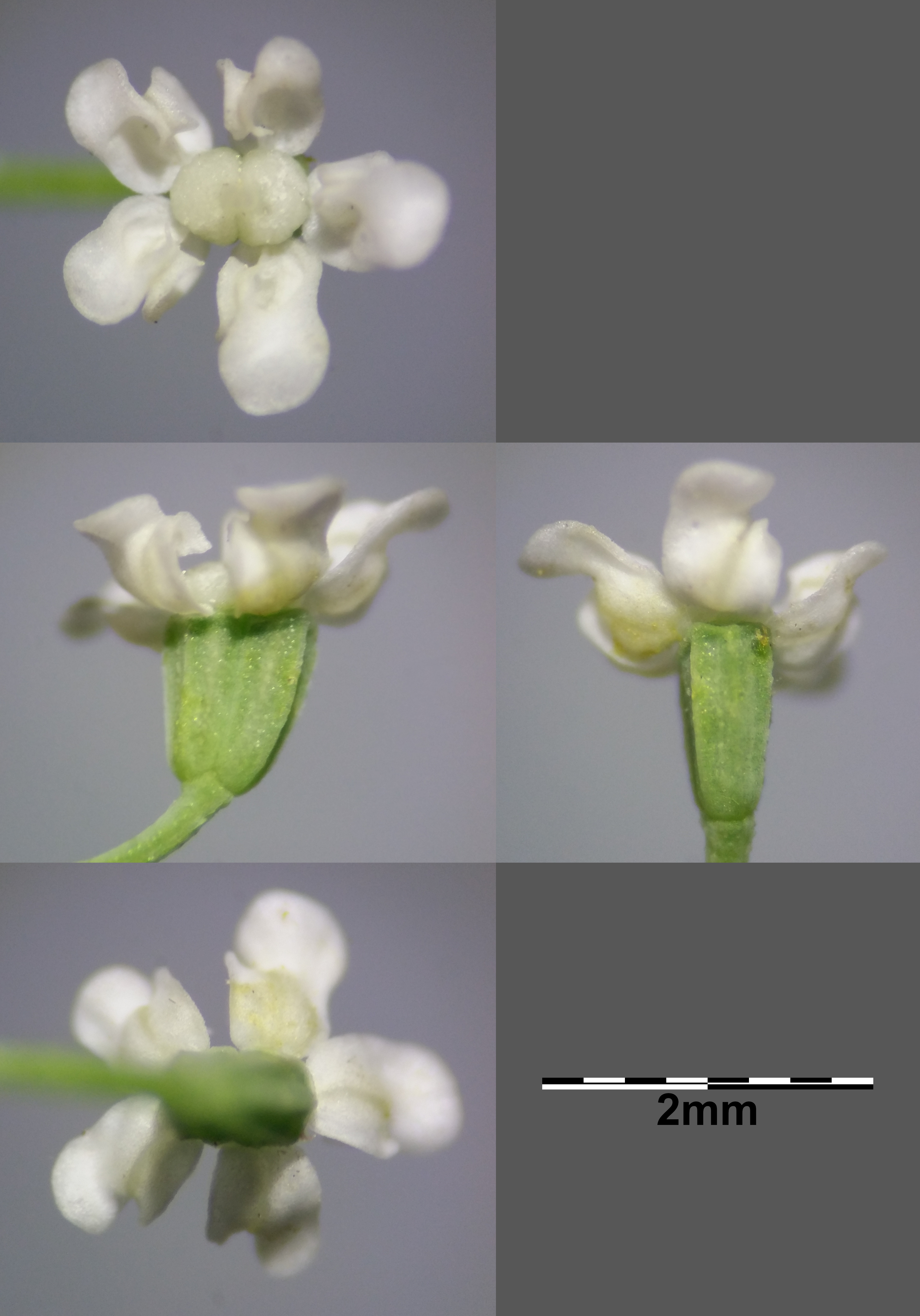
Blüten

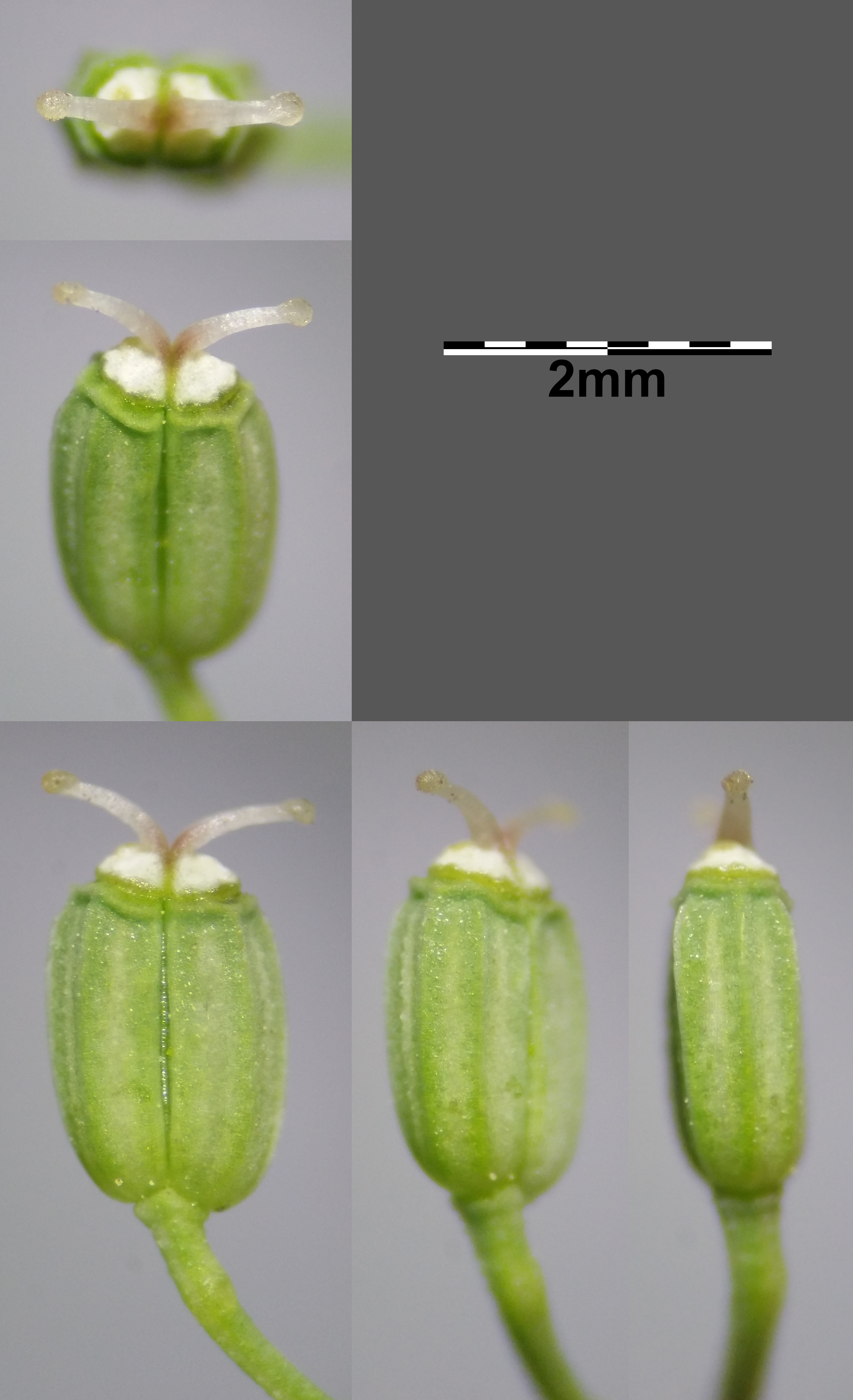
Junge Früchte

### Vegetative Merkmale
Die Große Knorpelmöhre ist eine einjährige krautige Pflanze, die Wuchshöhen von 30 bis 100 Zentimetern erreicht. Je Pflanzenexemplar ist nur ein Stängel vorhanden, der fein gerillt und im oberen Bereich verzweigt ist.
Die wechselständig am Stängel angeordneten Laubblätter sind in Blattscheide, -stiel und -spreite gegliedert. Sie sind vielgestaltig. Die unteren Laubblätter sind gestielt, die mittleren und oberen sind kürzer gestielt oder auf den schmalen hautrandigen Blattscheiden sitzend. Die Blattspreite der unteren Laubblätter ist einfach gefiedert und dreizählig; die der oberen bis doppelt fiederschnittig. Die unteren Laubblätter weisen längliche oder lanzettliche, gleichmäßig knorpelig gezähnte Blattabschnitte auf. Die Teilblätter der oberen Laubblätter sind schmal-lanzettlich oder linealisch und grob gezähnt.

### Generative Merkmale
Die Blütezeit reicht in Mitteleuropa von Juni bis Oktober. Auf einem langen Blütenstandsschaft befindet sich ein doppeldoldiger Blütenstand. Die 15 bis 30, selten bis zu 60 Doldenstrahlen sind abstehend. Die Hüllblätter sind um einiges kürzer als die Doldenstrahlen und meistens drei- bis fünfteilig mit schmal linealischen, sehr spitzen Zipfeln. Die zahlreichen Hüllchenblätter sind lanzettlich-pfriemlich und weiß hautrandig. Die Döldchen sind 10- bis 20-blütig; die Blütenstiele sind 4 bis 35 Millimeter lang. Die Kronblätter sind weiß, die größeren sind über 1 Millimeter lang. Die Griffel sind dünn und überragen im zurückgeschlagenen Zustand das Griffelpolster.
Die glatte Doppelachäne ist bei einer Länge von 1,5 bis 2,5 Millimetern länglich oder eiförmig mit dünnen Rippen. Sie ist der des Kümmels (Carum carvi) ähnlich und reif rost-braun.
Die Chromosomenzahl beträgt 2n = 22.

## Ökologie
Bei der Großen Knorpelmöhre handelt es sich um einen Therophyten.
Die Bestäubung erfolgt durch Insekten.

## Vorkommen
Die Große Knorpelmöhre kommt vom Mittelmeerraum bis zur Arabischen Halbinsel und Iran vor. 
In Europa gibt es Fundortangaben für Portugal, Spanien, Frankreich, Italien, Slowenien, Kroatien, Bosnien und Herzegowina, Montenegro, Albanien, Griechenland, die Türkei und die Ukraine. In Nordeuropa, in Nord- und Südamerika, im östlichen und südlichen Afrika, in Ostasien, Pakistan und in Neuseeland ist Ammi majus ein Neophyt.
Die Große Knorpelmöhre gedeiht in Mitteleuropa in Olivenhainen, Äckern, Brachland und Ruderalstellen in Höhenlagen von 0 bis 1000 Metern. In Mitteleuropa kommt sie besonders in Pflanzengesellschaften des Verbands Sisymbrion vor. Bei der Großen Knorpelmöhre handelt es sich in Deutschland um einen unbeständigen Neophyten. Auf der Iberischen Halbinsel hat die Große Knorpelmöhre Vorkommen in Höhenlagen von 0 bis 1100 Metern.
Die ökologischen Zeigerwerte nach Landolt et al. 2010 sind in der Schweiz: Feuchtezahl F = 2 (mäßig trocken), Lichtzahl L = 4 (hell), Reaktionszahl R = 3 (schwach sauer bis neutral), Temperaturzahl T = 5 (sehr warm-kollin), Nährstoffzahl N = 4 (nährstoffreich), Kontinentalitätszahl K = 2 (subozeanisch).

## Taxonomie
Die Erstveröffentlichung von Ammi majus erfolgte 1753 durch Carl von Linné in Species Plantarum, Tomus I, S. 243.

## Trivialnamen
Weitere Benennungen für die auch als Heilpflanze eingesetzte, im humoralpathologischen Sinne „heiße und trockene“, Große Knorpelmöhre sind oder waren: Ameos (griechisch ἄμμεως, Genitiv von ἄμμι, ammi), Ammei, Ammern und Ammey sowie Ammi und Großammei (früher wurde auch ameos minus und ameos maius unterschieden). Als Ameos kam (neben der einheimischen Großen Knorpelmöhre) wohl auch „Ammi copticum L.“ in Frage.

## Belege